# آنیکا لانگوا
آنیکا لانگوا (انگلیسی: Annika Langvad؛ زادهٔ ۲۲ مارس ۱۹۸۴) دوچرخه‌سوار زن اهل دانمارک است.
وی در مسابقات کشوری و بین‌المللی در مجموع برندهٔ ۵ مدال طلا، ۱ مدال نقره، ۱ مدال برنز شده‌است.